# Basi Takang
Der Basi Takang, auch Bassi Takkang, Poke Takang oder Poke-Takkang genannt, ist ein Speer aus Indonesien.

## Beschreibung
Der Basi Takang hat eine zweischneidige Klinge. Die Klinge wird vom Schaft zur Mitte hin breiter und läuft zur Spitze hin schmaler und rautenförmig zu. Die Klinge ist glatt und hat weder Mittelgrat noch Hohlschliff. Die Befestigung am Schaft erfolgt mit einer Tülle. Der Basi Takang wird von Ethnien aus Indonesien benutzt.